# Veřejný zájem
Veřejný zájem je koncept uplatňovaný především ve veřejné politice, veřejné ekonomii, etice a právu odkazující k všeobecnému dobru a společenskému blahobytu. Negativně lze veřejný zájem vymezit jako opak zájmu soukromého nebo zájmu jen určité skupiny.
Obecně je za veřejný zájem označována taková orientace politiky, která podporuje rozvoj společnosti a řešení jejích reálných problémů. Z tohoto vymezení je patrné, že identifikace a uznání veřejných zájmů může být ve společnosti zdrojem konfliktů, neboť představy o tom, co je pro společnost dobré a jaké jsou její problémy, se liší. Ve společnosti proto probíhají boje o identifikaci, uznání a prosazení různých veřejných zájmů – politika. Veřejný zájem je vlastním účelem existence veřejných institucí. Uznané veřejné zájmy mohou být formulovány v právních normách.
Identifikované veřejné zájmy nemají univerzální platnost. Co je v jednom časovém období či v určité kultuře veřejným zájmem, v jiné době či společnosti jím být vůbec nemusí.
Ani samotný koncept veřejného zájmu není všeobecně přijímán, některými autory je veřejný zájem ztotožňován jen se sumou zájmů individuálních (tzv. metodický individualismus).

## Definice veřejného zájmu
Veřejný zájem jako pojem vyskytující se ve společenských vědách odpovídá přibližně termínu společenský zájem, celospolečenský zájem, popř. termínu obecný zájem, který v identickém kontextu používá Evropský soud pro lidská práva.
Společenský zájem se vyznačuje jako mobilizátor jednotlivce, popř. části společnosti v duchu společných cílů, na základě kterých mohou být omezeny jejich dílčí zájmy. Historie této pojmové konstrukce může být dávána do souvislosti již s kmenovou solidaritou v pravěkých dobách či se suverenitou obce v antice. Později se tento konstrukt používal ve smyslu státní rezóny, tedy postoupení stavovských a municipálních zájmů cílům státu. Moderní pojetí společenského zájmu vzniká až s rozvojem občanské společnosti, kdy se začíná používat v oblastech státní správy při politických soutěžích o výkon státní moci. V ekonomické teorii na základě myšlenek Adama Smitha bývá naopak upřednostňován zájem soukromý, jehož realizace předpokládá v důsledku i uskutečnění společenského zájmu.
Na rozdíl od celospolečenského zájmu se veřejný zájem používá především v konkrétních případech, ve kterých dochází k rozporu mezi právy jednotlivce, např. vlastnickými právy, a zájmem společnosti. V takových případech může být na základě veřejného zájmu např. vyvlastněn pozemek, omezena shromažďovací práva, zasáhnuto do kulturních hodnot ohrožujících veřejnou mravnost a podobně. Z etymologického hlediska je veřejný zájem chápán jako zájem veřejnosti, v praxi je však mnohdy obtížné jej odlišit od státních a podnikatelských zájmů.
Veřejný zájem nemá svou jednoznačnou definici, neboť bývá chápán různými názorovými proudy odlišně. Adam Smith jej charakterizoval jako „sumu všech zájmů individuálních“. Americký filozof Walter Lippmann v roce 1955 naopak napsal: „Dospělí lidé, chce se věřit, sdílejí shodné veřejné zájmy. Veřejný zájem se však u nich směšuje a někdy je v rozporu s jejich soukromými a speciálními zájmy. Je-li tomu tak, lze říci, že veřejný zájem je zřejmě tím, co by si lidé vybrali, kdyby viděli jasně a racionálně, a jednali nezaujatě a benevolentně.“

## Konflikty veřejných zájmů
Různé veřejné zájmy se mohou dostávat do vzájemného konfliktu. Může se jednat o veřejné zájmy vázané na různá společenství či sociální skupiny, nebo na soupeřící hodnotové orientace. Střet veřejného zájmu a individuálních zájmů ilustruje např. Erazim Kohák na příkladu tragédie obecní pastviny.
Veřejné zájmy se mohou dostat do konfliktu i se zájmy soukromými, mezi kterými je často sporná dělicí hranice. Soudci Nejvyššího správního soudu v roce 2013 uvedli, že k odlišení od soukromého zájmu je u zájmu veřejného nutná jeho výslovná formulace ve vztahu ke konkrétní posuzované záležitosti.

## Veřejný zájem v právu
Na veřejný zájem se odvolává celá řada zákonů, Ústavou a Listinou počínaje, definován však v legislativě není. Jako neurčitý pojem nebo princip veřejného práva je do jisté míry protiváhou lidských práv, v ČR vyjádřených především Listinou základních práv a svobod (součásti soukromého práva). Podle Listiny může být například veřejný zájem (spolu se zákonem) důvodem omezení vlastnického práva.
Veřejný zájem ale zároveň nemůže ve všech případech automaticky převážit nad zájmem jednotlivce, pokud by ho zbavoval jeho základních práv. Ty jsou ve vertikálních vztazích přímo aplikovatelná a zamezují státní moci manipulovat s člověkem pouze jako s objektem objektivního práva.

## Příklady veřejných zájmů
- bezpečnost
- hospodářský růst
- sociální smír
- sociální spravedlnost
- udržitelný rozvoj
- veřejné zdraví obyvatelstva